# Ku Šun-čang
Ku Šun-čang (čínsky pchin-jinem Gù Shùnzhāng, znaky zjednodušené 顾顺章, tradiční 顧順章; 1904 – červen 1935) byl čínský komunistický revolucionář, v letech 1927–1931 člen ústředního výboru a krátce i politbyra Komunistické strany Číny, který měl pod vedením Čou En-laje na starosti běžný chod zpravodajských služeb komunistické strany. Roku 1931 byl zatčen kuomintangskými úřady, přešel na jejich stranu a předal jim všechny informace o zabezpečení centrálního vedení a regionálních orgánů KS Číny, což vedlo k zatčení několika tisíc komunistů. Pak působil jako instruktor v kuomintangských tajných službách, než byl svými zaměstnavateli zastřelen.

## Život
Ku Šun-čang se narodil roku 1904 v Šanghaji. V mládí pracoval v tabákové továrně Nan-jang a později se připojil k Zelenému gangu, zločineckému gangu působícímu v Šanghaji. Působil také jako profesionální iluzionista; vydělával si veřejnými vystoupeními. V roce 1925 se zúčastnil hnutí 30. května, aktivně se zapojil do dělnického hnutí a stal se funkcionářem šanghajských odborů a vstoupil do Komunistické strany Číny. V roce 1925 byl spolu s Čchen Kengem a dalšími poslán do Sovětského svazu, aby se vycvičil na tajného agenta pro pozdější práci v komunistické zpravodajské službě. Po návratu do Číny se účastnil ozbrojených povstání v Šanghaji.
V roce 1927, po masakrech komunistů v dubnu 1927, se spolu s Čou En-lajem aktivně zapojil do komunistického zpravodajství. Na V. sjezdu v dubnu–květnu 1927 byl zvolen členem ústředního výboru. V srpnu 1927 se stal jedním z členů prozatímního politbyra, které převzalo řízení komunistické strany. V souvislosti s masakry komunistů od rozpadu aliance s Kuomintangem a přechodem KS Číny do ilegality vyvstala potřeba komunistů zorganizovat zpravodajskou práci, v listopadu 1927 tak byla zřízeno Oddělení zvláštních služeb (Čung-jang tche-kche, zktáceně Tche-kche) v jehož čele stanul Čou En-laj, přičemž běžnou denní činnost měl na starosti Ku Šun-čang. Tche-kche mělo od roku 1927 tři sekce – všeobecnou, pro ochranu vedení strany, operativní, pro likvidaci zrádců a nepřátel, kteří představovali bezpečností riziko a sekci vnitřních komunikací, která zajišťovala spojení mezi komunistickými organizacemi v zemi a centrem. Ku Šun-čang měl přímé vedení druhé, operativní, sekce.
Na VI. sjezdu, který proběhl v červnu–červenci 1928 u Moskvy, byl Ku Šun-čang znovuzvolen do ústředního výboru. Na zasedání ústředního výboru v září 1930 byl zvolen kandidátem politbyra.
V dubnu 1931 byl zatčen kuomintangskou kontrarozvědkou v Chan-kchou. Předpokládá se, že tam odcestoval, aby připravil atentát na Čankajška. Ku tam vystupoval v cirkuse jako potulný kouzelník Li Ming. V jednom z městských parků ho podle fotografie poznal agent Kuomintangu. Po svém zatčení začal spolupracovat s kuomintangskou kontrarozvědkou. Vydal všechny místa pobytu a hesla jak členů centrálního vedení strany v Šanghaji i regionech, tak provinčních stranických výborů v Ťiang-su a Chu-peji. Jeho zrada vedla během následujících tří měsíců k zatčení více než tří tisíc komunistů, z nichž mnozí byli zastřeleni. V červnu 1930 byl zatčen byl i generální tajemník ústředního výboru KS Číny Siang Čung-fa. Ten nevydržel mučení a začal také vypovídat, ale brzy byl zastřelen. Kromě toho bylo v důsledku Kuovy zrady zatčeno i několik představitelů Kominterny v Číně.
Čou En-laje jeho agenti v kuomintangských tajných službách varovali o Ku Šun-čangově zradě během několika dnů, což řadě vedoucích komunistů zachránilo život. Čou kromě reorganizace celého bezpečnostního aparátu strany reagoval také rozhodnutím o vyvraždění Ku Šun-čangovy rodiny a příbuzných v počtu dvou desítek lidí (kromě dvou malých dětí; s formálním zdůvodněním, že byli zapojeni do ilegální práce a znají řadu členů vedení strany).
V následujících letech Ku Šun-čang nadále spolupracoval s kuomintangskou zpravodajskou služnou, mimo jiné v oblasti výcviku a školení agentů. Nicméně někdy v letech 1934–1935 k němu kuomintangské úřady ztratily důvěru a v červnu 1935 (nebo snad již roku 1934) byl jimi zastřelen.